# 엑스박스 시리즈 X/S
엑스박스 시리즈 X(Xbox Series X)와 엑스박스 시리즈 S(Xbox Series S)는 마이크로소프트가 발매한 가정용 게임기이다. 엑스박스 콘솔 라인의 4번째 세대이자 엑스박스 원의 후속 기기이며, 2020년 11월 10일에 출시됐다. 두 기기를 합쳐 엑스박스 시리즈 X|S(Xbox Series X|S)라고 표기한다.
2019년 초부터 '스칼렛'이란 이름으로 출시가 거론됐으며, 고성능 기종 '아나콘다'과 저성능 기종 '록하트' 두 종류의 모델로 출시될 것이라는 소식이 전해졌다. 고성능 기종의 경우 '프로젝트 스칼렛'이라는 이름으로 E3 2019에서 처음 공개됐으며, 이는 같은 해 12월 더 게임 어워드에서 엑스박스 시리즈 X라는 이름으로 발표됐다. 이후 2020년 9월 저성능 기종인 엑스박스 시리즈 S가 발표됐다.

## 역사
발매에 관한 업계 루머의 기원은 2018년 6일까지 올라가는데, 당시 마이크로소프트의 필 스펜서는 다음 엑스박스 콘솔을 디자인하고 있다고 밝힌 바 있다. 이 하드웨어는 '스칼렛'이라는 명칭 하에 개발 중인 가정용 기기로, 엑스박스 원 콘솔 시리즈와 유사하게 염가판이 별도로 출시되고 하위호환과 게임 스트리밍 기능이 포함될 것이라는 추측이 오갔다. 2019년 3월에는 업계에서 스칼렛에 해당하는 기기가 일반판 '아나콘다 (Anaconda)'와 염가판 '록하트 (Lockhart)'가 동시에 개발중이라는 루머가 돌았다.
E3 2019에서 마이크로소프트는 프로젝트 스칼렛의 존재를 공식적으로 인정했다. 해당 발표에서 마이크로소프트는 기존에 존재하는 엑스박스 원으로부터 새 콘솔 스칼렛으로의 점진적인 세대 교체를 위해 스칼렛은 엑스박스 원에서 지원하는 대부분의 하드웨어와 모든 게임이 하위호환되게끔 개발할 것이라고 밝혔다.

## 하드웨어
2016년 경 마이크로소프트의 엑스박스 개발진이 엑스박스 원의 후속 기기를 제작하고 있을 당시, 엑스박스 원 X와 엑스박스 원 S와 같이 시장 수요에 맞는 게임기 두 종류를 출시하는 방안을 이미 구상하고 있었다. 두 개의 게임기를 동시에 개발함으로써 양 플랫폼 모두 게임들을 문제없이 플레이할 수 있게끔 한 것이다. 이전 엑스박스 기기들처럼 기기 개발 당시엔 도시 이름에 기반한 코드 네임이 붙었다. 엑스박스 시리즈 S의 개발명은 '프로젝트 록하트 (Project Lockhart)'로, 이는 "큰 심장을 가진 작은 도시"라 불리는 텍사스주 도시 록하트를 따온 이름이라고 애런 그린버그가 설명했다.

### 공통 기능

#### 저장 공간 구조

엑스박스 벨로시티 아키텍처 로고.

시리즈 X와 시리즈 S 모두 공통적으로 새로운 스토리지 솔루션 엑스박스 벨로시티 아키텍처 (Xbox Velocity Architecture)를 사용한다. 이는 하드웨어 및 소프트웨어를 포함하는 말로, 콘솔 내의 데이터 이동 속도를 높이고, 디지털 다운로드 크기를 줄이고 유동적인 개발 공간을 마련하는 데 도움을 준다. 이 솔루션의 핵심은 내장 저장 공간인 커스텀 NVM 익스프레스 (NVMe) SSD에 있다. 시리즈 X에서의 사양은 1 TB 크기 (802 GB 사용 가능)에 입력/출력 속도 2.4 GB/s인 SSD이다. 온보드 압축/압축 해제 블록에는 업계 표준 zlib 압축 풀기 알고리즘과 게임 텍스처에 맞춰진 독점 BCPack 알고리즘이 모두 포함되어 있으며 최대 4.8GB/s의 통합 처리량을 제공한다. 소프트웨어 내에서 DirectX 내의 새로운 DirectStorage API를 사용하면 개발자는 다른 처리 스레드를 사용하여 입력/출력 측면의 우선순위를 미세 조정할 수 있다. 소프트웨어는 이러한 텍스처를 사용하기 전에 전체적으로 읽을 필요 없이 세부 렌더링 수준을 처리하기 위해 여러 텍스처를 세그먼트로 로드하는 데 도움이 되는 샘플러 피드백 스트리밍을 제공한다. 시리즈 S에는 유사한 맞춤형 하드웨어 및 소프트웨어 사양을 갖춘 512GB SSD(364GB 사용 가능)가 포함되어 있다. 아키텍처의 모든 SSD 스토리지는 PCI 익스프레스 4.0 x2 링크를 사용한다.

#### 비디오 및 오디오 렌더링 기술
두 콘솔 기기 모두 실시간 광선 추적을 지원하며, 개발 당시 최신 텔레비전 기기들이 도입중이었던 가변 주사율 (VRR), 자동 저 대기 시간 모드 (ALLM) 등 표준 HDMI 2.1의 신기능들 또한 지원한다.

### 비교
다음 표는 엑스박스 콘솔 4세대의 주요 부품 사양들을 비교한 것이다.
| 구성 요소            | 구성 요소            | Series X                                                    | Series S                                                      |
| -------------------- | -------------------- | ----------------------------------------------------------- | ------------------------------------------------------------- |
| 프로세서             | CPU                  | 커스텀 젠 2 8 코어 @ 3.8 GHz (SMT: 3.66 GHz)                | 커스텀 젠 2 8 코어 @ 3.6 GHz (SMT: 3.4 GHz)                   |
| 프로세서             | GPU                  | 커스텀 RDNA 2 52 CUs @ 1.825 GHz 12 TFLOPS                  | 커스텀 RDNA 2 20 CUs @ 1.565 GHz 4 TFLOPS                     |
| 메모리               | 메모리               | 16 GB GDDR6, 320비트 버스 10 GB @ 560 GB/s, 6 GB @ 336 GB/s | 10 GB GDDR6, 128비트 버스 8 GB @ 224 GB/s, 2 GB @ 56 GB/s     |
| 저장 공간            | 내장                 | 1 TB PCIe Gen 4 커스텀 NVMe SSD 2.4 GB/s Raw, 4.8 GB/s 압축 | 512 GB PCIe Gen 4 커스텀 NVMe SSD 2.4 GB/s Raw, 4.8 GB/s 압축 |
| 저장 공간            | 확장                 | 1-2 TB 확장 카드 (후면)                                     | 1-2 TB 확장 카드 (후면)                                       |
| 저장 공간            | 외장                 | USB 3.1 외장 HDD 지원                                       | USB 3.1 외장 HDD 지원                                         |
| 광학 디스크 드라이브 | 광학 디스크 드라이브 | 울트라 HD 블루레이                                          | 없음                                                          |
| 성능 목표            | 성능 목표            | 4K 해상도 60 FPS, 최대 120 FPS                              | 1440p 60 FPS, 최대 120 FPS                                    |
| 치수                 | 크기                 | 301 mm × 151 mm × 151 mm (12 in × 5.9 in × 5.9 in)          | 275 mm × 151 mm × 65 mm (11 in × 5.9 in × 2.6 in)             |
| 치수                 | 무게                 | 4.4 킬로그램 (9.7 lb)                                       | 1.9 킬로그램 (4.2 lb)                                         |
| 모델                 | 모델                 | 1882                                                        | 1883/1881                                                     |
| 가격                 | 가격                 | ₩598,000 US$499/€499/£449/A$749/C$599                       | ₩398,000 US$299/€299/£249/A$499/C$379                         |

## 같이 보기
- 플레이스테이션 5